# Triumph TR2
La TR2 (sigla di Triumph Roadster 2) è stata un'autovettura prodotta dalla Triumph dal 1953 al 1955 in 8.636 esemplari.

## Le origini
La TR2 è stata progettata per competere con le vetture sport della MG in Nord America e per sostituire la poco potente Triumph Roadster, che era diventata obsoleta. Per questi motivi John Black, presidente della Standard Motor Company, cioè del gruppo proprietario della Triumph, decise di far iniziare la progettazione di un nuovo modello. Fu quindi allestito un prototipo a cui fu dato il nome di 20TS. Questo modello aveva installato la versione corta del telaio della Standard Eight ed era dotata del motore da 2 L di cilindrata già montato sulla Standard Vanguard. Questo prototipo è stato presentato al salone dell'automobile di Londra del 1952.
Black chiese a Ken Richardson di provare il prototipo. Dopo però le impressioni negative dichiarate dal pilota, Black decise di far riprogettare la 20TS grazie soprattutto alla collaborazione di Richardson. Un anno dopo fu pronta l'evoluzione del prototipo, che fu denominata TR2. La nuova vettura possedeva delle dimensioni maggiori, ed era dotata di una meccanica rinnovata. Il lungo lavoro di affinamento di Richardson e la linea riuscita fecero sì che al debutto (1953) la nuova roadster venisse accolta con entusiasmo da pubblico, soprattutto in America. La linea, del resto, ricordava vagamente quella della Jaguar XK120 cabriolet, pur non mancando di una sua originalità nel frontale (mascherina incassata) e nella fiancata (con le piccole portiere, prive di maniglie). Le prime TR2 erano caratterizzate dalla cosiddetta bocca stretta e porta lunga (small mouth, long door), cioè dalla piccola mascherina incassata e dalle portiere che si estendevano fino alla parte inferiore del pannello passa ruota posteriore. Successivamente dopo le prime 1000 unità prodotte venne introdotto il modello cosiddetto small mouth, short door, cioè sempre con la stessa piccola mascherina incassata, ma con le portiere più corte. Nel 1955 la TR2 fu sostituita dalla TR3.

## Caratteristiche
Appartenente alla categoria delle vetture sport, la TR2 aveva installato un motore a quattro cilindri in linea da 1.991 cm³ di cilindrata e 90 CV di potenza. Questo propulsore era la versione aggiornata e potenziata dell'analogo motore montato sulla Standard Vanguard. L'alimentazione era assicurata da due carburatori SU. Il telaio era separato. Le sospensioni anteriori indipendenti con molle elicoidali, mentre quelle posteriori erano a balestra e assale rigido. Le ruote erano disponibili sia a raggi che con cerchione pieno. Il cambio offerto di serie era manuale a quattro rapporti; l'overdrive sulla marcia più alta era invece offerto tra le opzioni. I freni erano Lockheed a tamburo sulle quattro ruote. Grazie al peso contenuto e alla corretta rapportatura del cambio, il pur non entusiasmante motore consentiva buone prestazioni. La trazione era posteriore.

## Le prestazioni
Un esemplare con overdrive fu provato dalla rivista The Motor nel 1954. Durante il test furono registrate una velocità massima di 172,7 km/h ed un'accelerazione da 0 a 97 km/h di 12 secondi. Il consumo di carburante fu di 8,19 L/100 km. Il modello utilizzato nel test costava 900 sterline.
La rivista dichiarò che la TR2 fosse la vettura britannica meno costosa in grado di superare i 100 mph (160 km/h).
| Velocità            | Tempo        | Tempo (versione con overdrive) |
| ------------------- | ------------ | ------------------------------ |
| 0–30 mph (48 km/h)  | 3,6 secondi  | 4,0 secondi                    |
| 0–50 mph (80 km/h)  | 8,2 secondi  | 8,2 secondi                    |
| 0–60 mph (97 km/h)  | 11,9 secondi | 12,0 secondi                   |
| 0–90 mph (140 km/h) | 31,5 secondi | 30,4 secondi                   |